# Kołotocznik
Kołotocznik, buptalmum (Buphthalmum L.) – rodzaj roślin z rodziny astrowatych. Obejmuje trzy gatunki. Występują w Europie na obszarze od Francji i Wielkiej Brytanii na zachodzie po Niemcy i Węgry na wschodzie, na południu we Włoszech), północno-zachodniej Afryce oraz na Bliskim Wschodzie. Rosną w widnych lasach i w miejscach kamienistych, często na skałach wapiennych.
Kołotocznik wierzbolistny B. salicifolium uprawiany jest jako roślina ozdobna, także w Polsce.

## Morfologia
PokrójByliny kłączowe, osiągające do 1,5 m wysokości.
LiścieSkrętoległe, owłosione, pojedyncze, całobrzegie lub ząbkowane, dolne ogonkowe, górne siedzące.
KwiatyZebrane w koszyczki wyrastające pojedynczo na pędach. Dno koszyczka pokryte łuseczkami (plewinkami wspierającymi kwiaty). Okrywa półkulista, jej listki są zielone, równowąskie, wyrastają w kilku rzędach. Kwiaty języczkowate na skraju koszyczka są żeńskie i mają żółtą koronę. Kwiaty rurkowe są obupłciowe i także mają żółte korony.
OwoceNiełupki trójkanciaste lub spłaszczone, nagie lub owłosione na krawędziach. Puch kielichowy zredukowany całkiem lub ma postać pierścienia łusek.

## Systematyka
Pozycja systematyczna
Rodzaj z plemienia Inuleae z podrodziny Asteroideae z rodziny astrowatych (Asteraceae).
Wykaz gatunków
- Buphthalmum inuloides Moris
- Buphthalmum salicifolium L. – kołotocznik wierzbolistny, buptalmum wierzbolistne
- Buphthalmum speciosissimum L.